# 洪思翊
洪思翊（韓語：홍사익，1887年2月2日—1946年9月26日），大韓帝國的軍人和朝鮮日治時期的日本陸軍軍人；最終階級为陸軍中将。他和李王家的李垠同为日军中将的高级将领。太平洋战争结束后，作为战犯在菲律宾被判处死刑。本贯南陽洪氏。

## 生平

### 早年生涯
洪思翊於1887年2月2日出生，來自一個朝鮮王朝末期京畿道安城大德面的两班官宦家庭；他是朝鮮肅宗時期的南人黨文臣洪宇遠的後裔，父親是洪理裕:562。1905年日韓保護条約締結後，进入大韓帝国陸軍武官学校，1909年畢業。同年，陸軍武官学校和大韓帝国国軍废止，他被派往日本留学中央幼年学校和陸軍士官学校。1910年日韩合并後，曾投身于抗日独立運動。

### 從軍

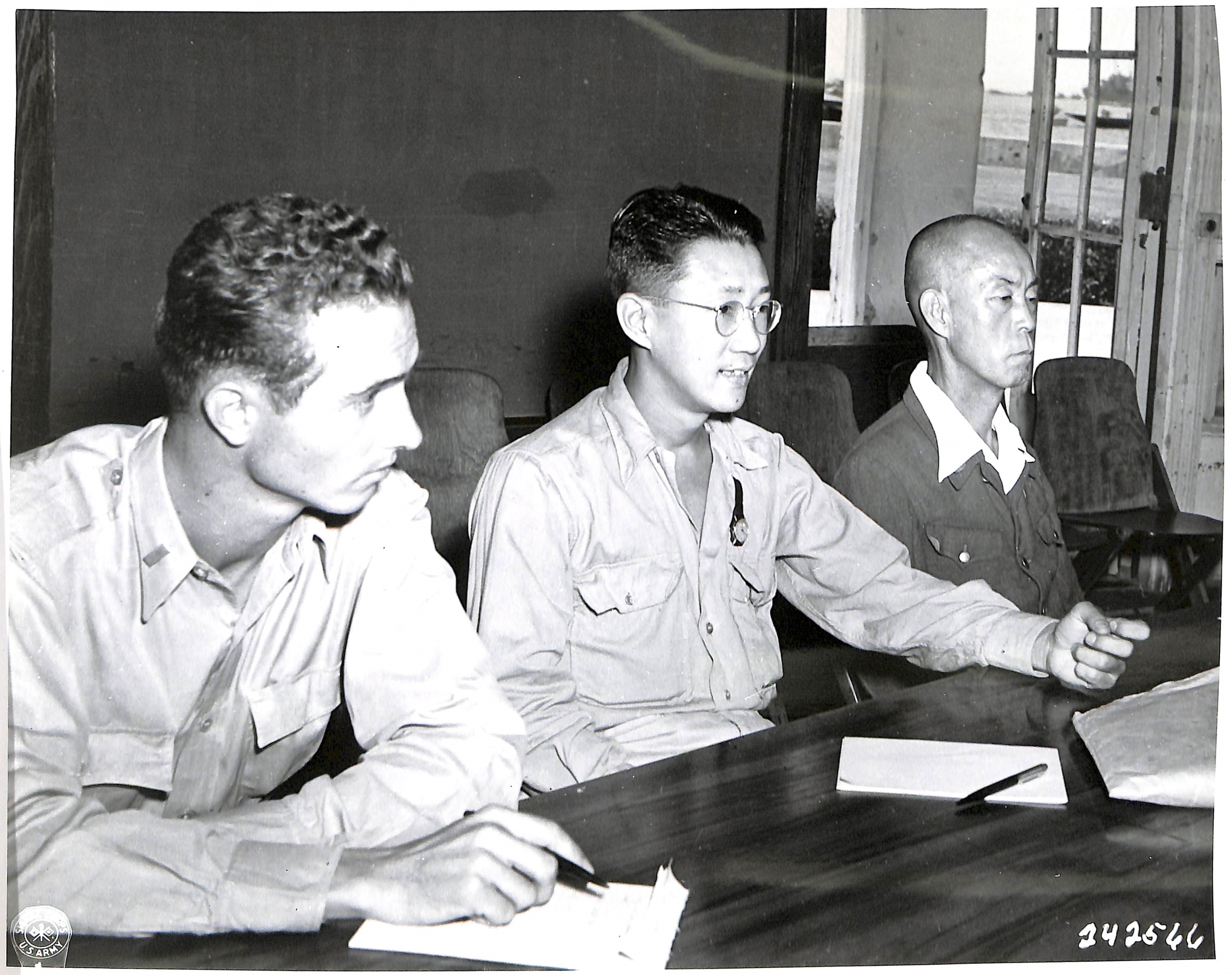
菲律宾战犯法庭上（右端为洪思翊）

1914年，洪思翊在日本陸軍士官学校毕业（26期。卒業時的成績为742人中第31），授陸軍步兵少尉，配属第1师团第1联队。1923年在陸軍大学校（35期）毕业。同时期陸軍大学校入学的朝鮮人有李垠、李鍵（桃山虔一）、李鍝等朝鲜王公族子弟，洪思翊是以上3人之外受到大日本帝国同皇族優遇的朝鲜人。1925年配属陸軍参謀本部参与战史編纂。1929年晋升陸軍少佐，1931年8月任陸軍步兵学校教官，1933年4月配属关东军司令部，派遣为滿洲國軍顧問，在奉天軍官学校（相当于陸軍士官学校）指導在当地居住的朝鮮移民军人。1934年晋升陸軍步兵中佐，1936年在关東軍司令部参謀部任职。
1937年中日战争爆发，12月洪思翊被调往华中派遣軍司令部任职，1938年2月作为派遣軍特務部員前往上海，3月晋升陸軍步兵大佐，担任兴亚院調査官（興亞院執行對華政策時，外交除外，辦理有關政治、經濟及文化等事務。並監督在華特殊公司之營業），负责上海的華中联络部，从事情報收集和政治工作。1940年8月调转留守第1师团司令部，1941年晋升陸軍少将，任駐屯河北省的步兵第108旅团長，与華北的八路軍作战，围剿八路軍旗下的朝鮮義勇隊華北支隊。同年12月，在胡家庄之战中日軍惨败。1942年4月至1944年3月改任陆军公主岭学校幹事（副校長）。1944年3月被派到菲律宾任比島俘虜收容所所長，同年10月晋升陸軍中将，12月率比岛第14方面軍兵向美军投降。
战后，联合国軍以他在任收容所所長期间給战俘食糧不足等事，将其作为战犯审判，1946年4月18日判处死刑，同年9月26日在马尼拉处刑。

## 家族

### 祖先
洪思翊的鼻祖父洪日知本是洪氏中的旁系，被過繼給洪宇遠的長子洪冕；洪日知娶全州李氏（朝鮮太宗庶子謹寧君派宗室女，謹寧君晜孫李挺芳第三女）為元配，洪思翊是他們第四子洪偳的後代:34。

### 家庭
洪思翊在独立後的韓国被视为叛徒以及親日派。長子洪国善在早稻田大学毕业後在朝鮮銀行任职，当時的总统李承晩直接命令将他解职。洪思翊遗孀李清荣本貫永川李氏，是他的繼室:562；她也被开除一切工作职务。兩人后都移居到美国。